# Carl Christian Horvath

Carl Christian Horvath

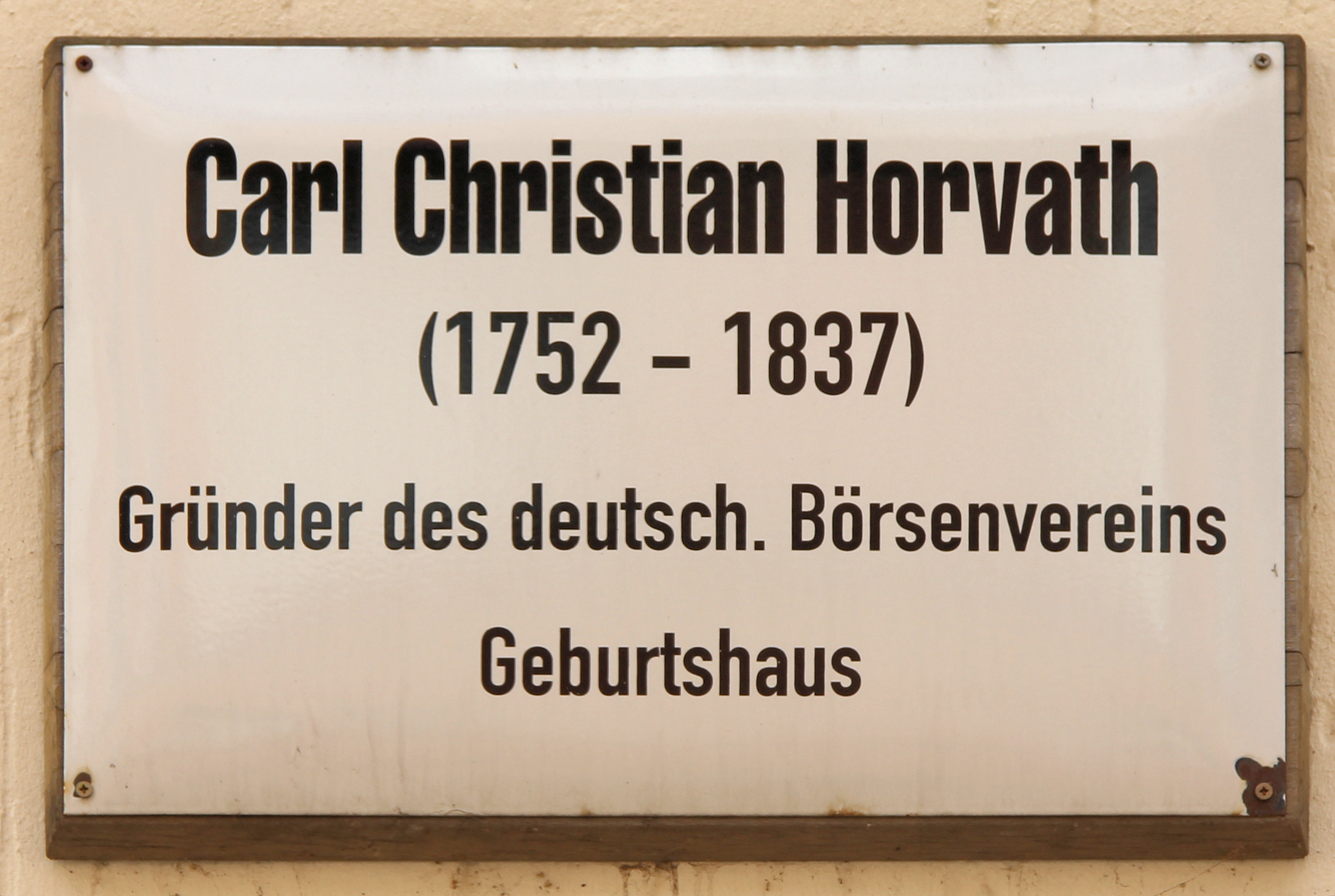
Gedenktafel am Haus Jüdenstraße 37, in der Lutherstadt Wittenberg

Carl Christian Horvath (* 6. Februar 1752 in Wittenberg; † 18. Juni 1837 in Potsdam) war Buchhändler und Gründer des deutschen Börsenvereins der Buchhändler zu Leipzig.

## Leben
Carl Christian Horvath wurde im Haus Kirchplatz 9 in Wittenberg geboren. Nach dem Besuch der Stadtschule trat er mit 14 Jahren eine Buchhändlerlehre in seiner Heimatstadt an. Bereits als 16-Jähriger wurde er von seinem Lehrmeister zum ersten Mal zur Messe nach Leipzig geschickt, die er von da an bis in sein hohes Alter hinein regelmäßig besuchte. In Leipzig wurde der Buchhändler Joachim Pauli aus Berlin auf ihn aufmerksam und engagierte ihn als Gehilfen.
Nach Heirat mit der Stieftochter seines Prinzipals machte sich Horvath 1778 in Potsdam selbständig. Er übernahm von seinem Schwiegervater einen bis dahin wenig florierenden Verlag und gründete daraus die horvathsche Buch-, Kunst- und Musikaliensammlung mit Leihbibliothek in Potsdam, die sich bald erfolgreich entwickelte und der er ein umfangreiches Sortimentgeschäft angliederte. Seine geschäftliche Tätigkeit begann er im nicht mehr erhaltenen knobelsdorffschen Eckhaus Am Markt,  später führte er sie am Wilhelmsplatz durch (heute Platz der Einheit, Gebäude 1945 zerstört), wo sich Horvath mit seinen 140 Verlagsartikeln auf fach- und populärwissenschaftliche Literatur konzentrierte und Belletristik lange Zeit nebensächlich behandelte.
Bis 1835 führte der nun hochbetagte Carl Christian Horvath seine Geschäfte in Potsdam. Durch beharrliche Arbeit wurde ihm viel Achtung entgegengebracht, so dass man ihn 1809 zum ersten Stadtverordnetenvorsteher Potsdams wählte und 1811 als Stadtrat im Magistrat Potsdams bis 1817 gewählt wurde. Aufgrund seines Engagements nannte man ihn „den Freiherrn von Stein Potsdams“.
Das besondere Verdienst Horvaths, das seinen Namen eng mit der Geschichte des deutschen Buchhandels verknüpft, ist die Gründung der Buchhändlerbörse zu Leipzig. Seine Potsdamer Erfahrungen mit der Berliner Konkurrenz bewogen ihn, sich aktiv an den buchhändlerischen Reformversuchen in Leipzig zu beteiligen. Deshalb mietete er 1797 nach dem Scheitern eines von Gotthelf Kummer gemachten Versuchs, zunächst in Gemeinschaft mit Kaffke aus Stettin von der Universität Leipzig, einen Raum im Paulinum, in dem er auswärtigen Buchhändlern gegen ein Eintrittsgeld Gelegenheit gab, ihre Abrechnungen während der Messe durchzuführen. Sehr bald wurde diese „Buchhändler-Börse“ zu einer allgemein genutzten und unentbehrlichen Einrichtung der Buchhändlermesse.
Dieses später von Horvath allein fortgeführte Abrechnungsinstitut bestand bis 1824, als er es aus Altersgründen zu gemeinschaftlicher Fortführung dem „Wahlausschuss der deutschen Buchhändler“, der damaligen Vertretung des deutschen Buchhandels, überließ. Das war der Anstoß zur Gründung des Börsenvereins der deutschen Buchhändler. In der Ostermesse 1825 wurde erstmals ein Börsenvorstand gewählt und Horvath zum Ehrenvorsitzenden ernannt.